# Abrera
Abrera è un comune spagnolo situato nella comunità autonoma della Catalogna in provincia di Barcellona all'estremo Nord della comarca del Baix Llobregat nelle rive del rio Llobregat nella valle di questo fiume occupando una parte delle basse terre della depressione prelitorale della Catalogna. È formata da sette frazioni ma la popolazione è accentrata nel capoluogo.

## Storia
L'abitato più antico del comune dovrebbe essere del periodo della dominazione di Roma e precisamente un gruppo di case facenti parte di un campo militare romano. Il termine Voltrera è citato nel 986 e solo nel 1041 quello del Castell de Voltrera che si trova vicino all'antica Vilalba su un colle di 218 metri s.l.m. nella Serra d'en Ribes. Apparteneva alla baronia di Castellvell che comprendeva anche il territorio di Abrera. Nacque l'odierna Abrera con la costruzione della chiesa romanica di Sant Perenel 1100 vicino ad un gruppo di case che non ha però nessun sviluppo fino ai secoli XV-XVI in cui si costruisce la strada principale.
Nel 1887 l'agricoltura di Abrera, che si dedicava principalmente all'olivo, agli agrumi e alla vite, fu colpita dalla fillossera con grave danno per i vigneti poiché questo insetto si ciba delle radici e delle foglie delle viti provocandone la morte. Fu questa l'occasione per differenziare la produzione agricola aggiungendo anche la frutticultura alle altre colture tradizionali. Nel ventennio successivo agli anni '50 del secolo scorso si realizzò una certa industrializzazione e si ebbe di conseguenza una forte immigrazione operaia dal Sud della Spagna, così che la popolazione del comune passò dagli 805 abitanti del 1965 ai 2857 di dieci anni dopo, ai 7000 nel dicembre 1999, agli 8255 nel 2004 avvicinandosi ai 10000 attualmente. Ciò innescò ovviamente un grande sviluppo dei servizi e delle attività connesse alle costruzioni edilizie e determinò la necessità di nuove vie di comunicazione.

## Monumenti
- Església de Sant Pere chiesa romanica dei secoli XI-XII.
- Església de Santa Maria de Vilalba del XIX secolo.
- Ermita de Sant HIlari del X secolo.
- Castell de Voltrera dell'XI secolo in rovina.

## Feste
- Festa de Sant Antoni Abat il 17 gennaio.
- Trobada caramellaires del Baix Llobragat il 1º maggio.
- Festa de Sant Pere il 29 giugno.
- Pastoret a Natale.